# ロンスハウゼン
ロンスハウゼン (ドイツ語: Ronshausen) はドイツ連邦共和国ヘッセン州カッセル行政管区のヘルスフェルト＝ローテンブルク郡に属す町村（以下、本項では便宜上「町」と記述する）である。

## 地理

### 位置
この町の中心部は、ウルフェ川の谷に位置している。ウルフェ川はベーブラでフルダ川に合流する。ロンスハウゼンの西側は、土地はゾイリングスヴァルトへ上って行く。マハトロス地区は、約 5.5 km 北東の、リヒェルスドルファー山地の中、シュライフグラーベン川の谷に位置している。
最寄りの大きな街には、バート・ヘルスフェルト（約 15 km 南西）、ベーブラ（約 6 km 西）、ローテンブルク（約 12 km 北西）、アイゼナハ（約 35 km 東）がある。

### 隣接する市町村
ロンスハウゼンは、北西はベーブラ（ヴァイテローデ市区）、北東はネンタースハウゼン、東はヴィルデック、南はフリーデヴァルト、西はルートヴィヒスアウ（以上、いずれもヘルスフェルト＝ローテンブルク郡）と境を接している。

### 自治体の構成
自治体ロンスハウゼンは、ロンスハウゼン地区とマハトロス地区の2地区からなる。ロンスハウゼン地区に含まれるラントグート・ファスドルフは町の中心部から南西約 1 km のブライテンバッハ川の谷に位置している。
ロンスハウゼン町内にはこの他に、ゾイリングスヴァルトの小川の谷にツィーバッハ、ローデ、ナウジスといった廃村がある。

## 歴史
この集落の最初の記録は、1061年のフルダ修道院への寄進状に記述された Runteshuson である。1251年には、ヘルスフェルト修道院が守護権を有していた。
1359年からロンスハウゼン税関が設けられ、1834年までウルフェ街道の通行税が徴収されていた。1386年にはすでにロンスハウゼンはヘッセン方伯領となっていた。この集落はアムト・ローテンブルクに属した。
1618年から1648年の三十年戦争と1756年から1763年の七年戦争でこの集落は何度も略奪を受けたが、1780年にはすでに486人が住む大きな村になっていた。
この町は、19世紀半ばになるまで農業を主な産業としていた。鉄道（ベーブラ - アイゼナハ線）の建設によって状況は変化した。20世紀以降は観光業が大きな役割を担っている。2014年まで、この町は州指定のルフトクアオルトであった。

### 町村合併
1971年12月31日に、それまで独立した町村であったマハトロスがロンスハウゼンに合併した。

## 行政

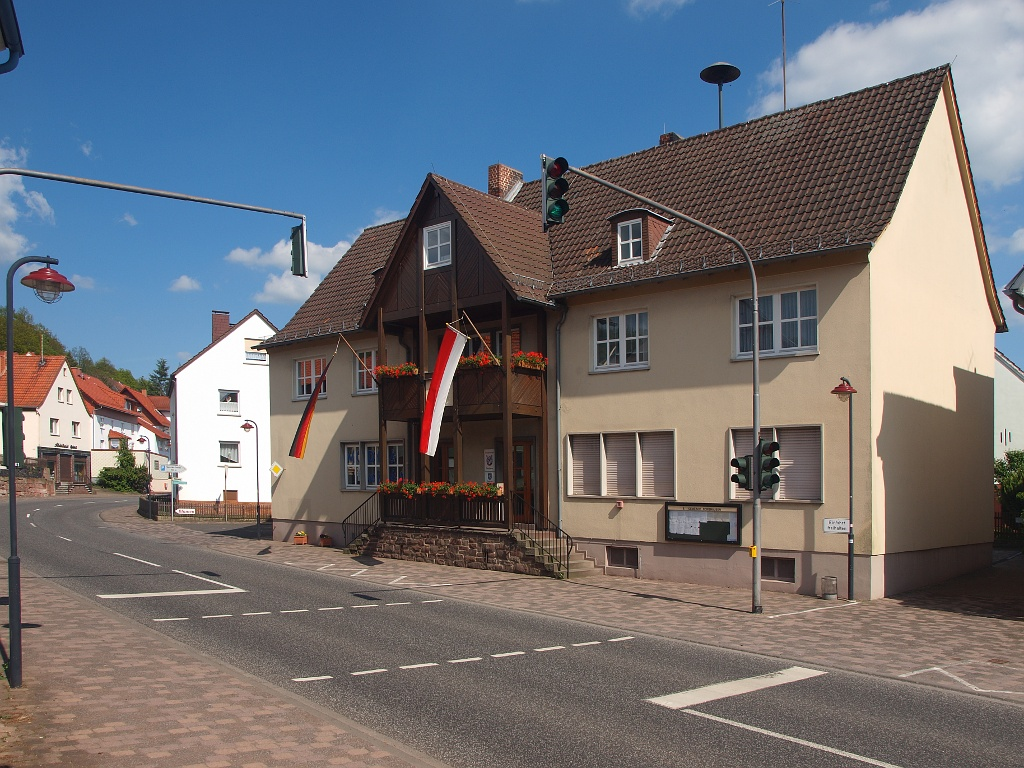
ロンスハウゼンの町役場

### 議会
ロンスハウゼンの町議会は、15議席からなる。

### 首長
町長のマルクス・ベッカーは2011年10月30日に第1回投票で 70.5 % の票を獲得して町長に選出された。彼は、2012年4月に、24年間町長を務めた前任者のフリートホルト・ツィルヒに替わって町長の職に就いた。2017年9月24日の町長選挙では対立候補がなく、85.4 % の信任票を得て、再選された。

### 姉妹自治体
ロンスハウゼンは以下の町と姉妹自治体関係にある
- ジュナ（フランス語版、英語版）（フランス、ローヌ県）1976年
- フラウエンゼー（ドイツ語版、英語版）（ドイツ、テューリンゲン州、バート・ザルツンゲン（ドイツ語版、英語版）の市区）1990年

## 経済と社会資本

### 交通
この町は、州道 L3251号線で広域交通網と結ばれている。約 5 km 東をアウトバーン A4号線が、5 km 西を連邦道 B27号線が通っている。
ロンスハウゼンには、アイゼナハからベーブラへ結ぶテューリンゲン本線（ハレ - ベーブラ線）の停車駅がある。

## 文化と見所

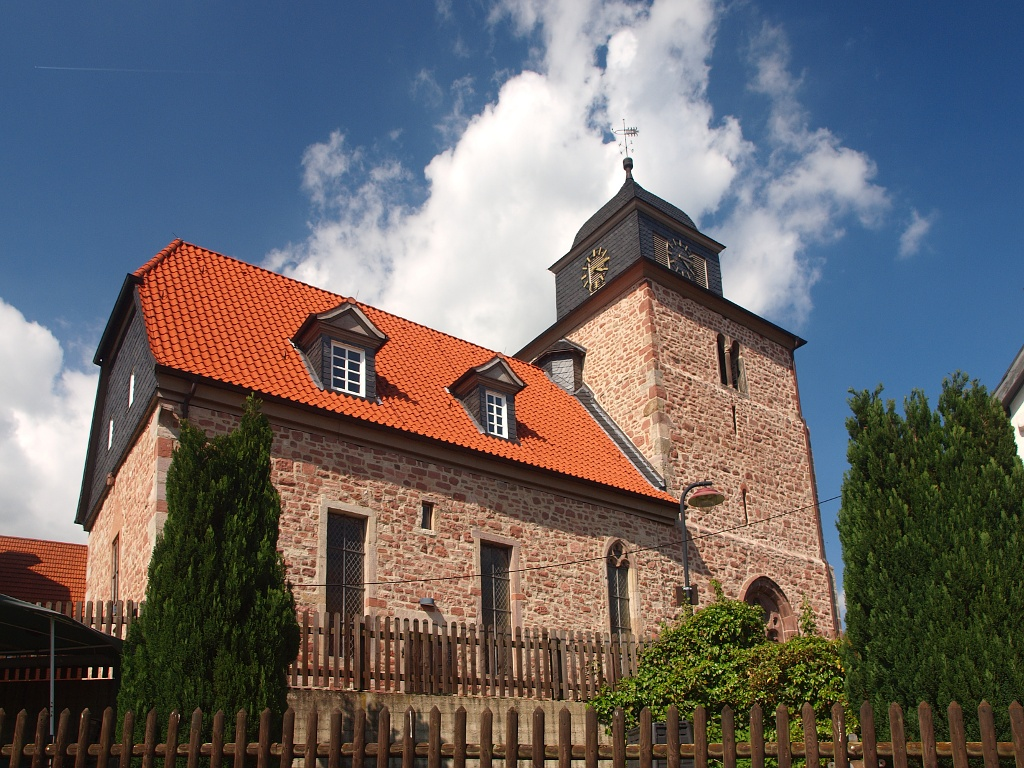
ロンスハウゼンの教会

### 建築
- 約800年前に建設された教会は、その中核部分はロマネスク様式の宗教建築である。内陣塔は、13世紀初めに建造されたもので、ロマネスク様式の構成物である円形アーチ型の開口部を持つ。この教会は、宗教改革以前には聖カタリーナに献堂されていた。ロマネスク様式の身廊は1715年に改築された。内部には三面に二階席が設けられている。天井は、1719年にヨハン・カウフルトによって農村のバロック絵画で装飾された。1716年にはヨハン・エーバーハルト・ダウフィンによって新しいオルガンが建設された。このオルガンは現在、文化財に指定されている。現在の塔の先端は1804年に設けられたものである。交差ヴォールト、アプス、南窓を持つ内陣室は1900年に建設された。